# FC Lugano
Az FC Lugano egy svájci labdarúgócsapat Luganóból, mely 1908-ban alakult.

## Sikerek
Svájci bajnokság – Swiss Super League
- Bajnok (3): 1937–38, 1940–41, 1948–49
- Ezüstérmes (3): 1942–43, 1944–45, 1945–46
- Bronzérmes (12): 1933–34, 1934–35, 1938–39, 1943–44, 1946–47, 1966–67, 1967–68, 1970–71, 2001–02, 2016–17, 2018–19

Svájci kupa – Schweizer Cup
- Győztes (4): 1930-31, 1967-68, 1992-93, 2021–22

## Játékoskeret
2022. augusztus 30. szerint.
| #  |     | Poszt | Név                                                   |
| -- | --- | ----- | ----------------------------------------------------- |
| 1  | SUI | K     | Amir Saipi                                            |
| 3  | SUI | V     | Reto Ziegler                                          |
| 4  | KOS | V     | Kreshnik Hajrizi                                      |
| 5  | SUI | V     | Albian Hajdari (kölcsönben a Juventus U23 csapatától) |
| 6  | ALG | CS    | Mohamed El Amine Amoura                               |
| 7  | SUI | V     | Mickaël Facchinetti                                   |
| 8  | SUI | KP    | Adrian Durrer                                         |
| 9  | SVN | CS    | Žan Celar                                             |
| 10 | SUI | CS    | Mattia Bottani                                        |
| 11 | SUI | KP    | Maren Haile-Selassie                                  |
| 14 | URU | KP    | Jonathan Sabbatini                                    |
| 15 | GER | V     | Lars Lukas Mai                                        |
| 17 | ARG | V     | Milton Valenzuela                                     |
| 18 | FRA | KP    | Hicham Mahou                                          |

| #  |     | Poszt | Név                 |
| -- | --- | ----- | ------------------- |
| 20 | CIV | KP    | Ousmane Doumbia     |
| 22 | SUI | KP    | Renato Steffen      |
| 23 | BIH | V     | Leonid Srdić        |
| 25 | KOS | KP    | Uran Bislimi        |
| 27 | SUI | CS    | Boris Babic         |
| 29 | TUN | KP    | Hadj Mahmoud        |
| 30 | SUI | V     | Fabio Daprelà       |
| 31 | ARG | CS    | Ignacio Aliseda     |
| 33 | SUI | CS    | Alessandro Casciato |
| 34 | SUI | V     | Allan Arigoni       |
| 41 | SUI | V     | Noah De Queiroz     |
| 58 | NGA | K     | Sebastian Osigwe    |
| 77 | CZE | KP    | Roman Macek         |

## Magyar vonatkozások
- Volentik Béla 1947–1950 és 1952–1953: vezetőedző
- Sárosi Béla 1953–1955: vezetőedző
- Sárosi György 1962–1963: vezetőedző
- Szabó István 1979–1980: vezetőedző
- Vécsei Bálint 2016–2019: játékos
- Kecskés Ákos 2018–2021: játékos
- Holender Filip 2019–2020: játékos

## Fordítás
- Ez a szócikk részben vagy egészben  a   FC Lugano című angol Wikipédia-szócikk fordításán alapul.  Az eredeti cikk szerkesztőit annak laptörténete sorolja fel. Ez a jelzés csupán a megfogalmazás eredetét és a szerzői jogokat jelzi, nem szolgál a cikkben szereplő információk forrásmegjelöléseként.